# SC Jülich
Der SC Jülich (offiziell: Sport-Club Jülich 1910 e. V.) war ein Fußballverein im nordrhein-westfälischen Jülich im Kreis Düren. Größte Erfolge des Vereins waren der Gewinn der Deutschen Amateurmeisterschaft in den Jahren 1969 bis 1971. Damit ist der SC Jülich der erfolgreichste Amateurverein Deutschlands.

## Geschichte

### Frühe Jahre (1910 bis 1967)
Der Verein wurde am 12. Januar 1910 als F.C. Jülich 1910 gegründet. Damals fusionierten die Vereine Alemannia Jülich, Viktoria Jülich und Jülicher Gymnasial Turn- und Spielverein. Letzterer wurde im Jahre 1903 als FC Juliacum Jülich gegründet. Später erfolgte die Umbenennung in SC Jülich. Bis zum Ende des Zweiten Weltkrieges pendelte der Verein zwischen Zweit- und Drittklassigkeit. Nach Kriegsende gelang dem SC im Jahre 1947 der Aufstieg in die Rheinbezirksklasse. In der ersten Hälfte der 1950er Jahre gehörten die Jülicher zu den Spitzenmannschaften der Liga, ohne jedoch ernsthafte Aufstiegschancen gehabt zu haben.
1958 ging es zurück in die Kreisklasse. Mit einem 2:0-Sieg im neutralen Düren gegen den TuS Eiserfey gelang der direkte Wiederaufstieg. Anfang der 1960er Jahre wurde die erfolgreichste Zeit der Vereinsgeschichte eingeläutet. Nach dem Aufstieg in die Landesliga gelang im Jahre 1967 der Sprung in die damals drittklassige Verbandsliga Mittelrhein. Gleich in der ersten Saison wurden die Jülicher Dritter hinter dem Bonner SC und den Amateuren des 1. FC Köln.

### Dreimal Amateurmeister (1968 bis 1971)
Mit sieben Punkten Vorsprung auf Borussia Brand wurde der SC Jülich 1969 erstmals Mittelrheinmeister. Aus finanziellen Gründen verzichtete der Verein jedoch auf die Aufstiegsrunde zur Regionalliga West. Vereinspräsident Karl Knipprath wollte das Risiko nicht eingehen. Stattdessen nahm der Verein an der Amateurmeisterschaft teil, wo die Jülicher über die Stationen 1. FC Pforzheim, Bremerhaven 93 Amateure und 1. Göppinger SV ins Endspiel einzogen. Im Endspiel setzte sich die Mannschaft von Trainer Martin Luppen vor 12.000 Zuschauern im Krefelder Grotenburg-Stadion mit 2:1 gegen die SpVgg Erkenschwick durch.
In der folgenden Saison 1969/70 konnte die Mittelrheinmeisterschaft ungeschlagen verteidigt werden. Erneut verzichtete der Verein auf den möglichen Aufstieg und zog über den Rheydter Spielverein, Arminia Gütersloh und VfL Neckarau ins Endspiel der Amateurmeisterschaft 1970 ein. Im Siegener Leimbachstadion setzte sich der SCJ mit 3:0 gegen die Amateure von Eintracht Braunschweig durch.
Obwohl der Verein einige Leistungsträger wie Herbert Mühlenberg an andere Vereine verlor, konnten die Jülicher auch in der Saison 1970/71 ungeschlagen die Mittelrheinmeisterschaft gewinnen. Über die Amateure von Eintracht Braunschweig, Sportfreunde Eisbachtal und FSV Frankfurt qualifizierte sich die Mannschaft zum dritten Mal in Folge für das Endspiel der Amateurmeisterschaft, das in Würzburg gegen die Amateure des VfB Stuttgart mit 1:0 gewonnen wurde.

### Zwischen Dritt- und Viertklassigkeit (1971 bis 1997)
Im Jahre 1972 reichte es nur zur Vizemeisterschaft am Mittelrhein hinter dem Bonner SC. Bei der Amateurmeisterschaft setzten sich die Jülicher zunächst gegen den Berliner FC Preussen durch und zogen erst nach Elfmeterschießen gegen den VfB 06/08 Remscheid ins Halbfinale ein. Dort endete gegen den TSV Marl-Hüls die Jülicher Erfolgsserie auf spektakuläre Art und Weise. Zunächst gewannen die Marler das Hinspiel auf eigenem Platz mit 6:0, während Jülich das Rückspiel mit 6:0 nach Verlängerung gewann. Die Entscheidung fiel mit 5:3 zu Gunsten der Marler im Elfmeterschießen.
Trainer Martin Luppen wechselte daraufhin zu Fortuna Köln und die Jülicher Mannschaft zerbrach. Für den SCJ reichte es 1974 und 1975 noch zu dritten Plätzen, ehe die Mannschaft sich 1978 für die neu gegründete Oberliga Nordrhein qualifizieren konnte. Aus dieser stiegen die Jülicher prompt als Tabellenletzter ab. Als Verbandsligavizemeister hinter der SpVg Frechen 20 gelang der Wiederaufstieg, da Oberligameister 1. FC Bocholt in die 2. Bundesliga aufstieg. Die folgenden Jahre waren vom Abstiegskampf geprägt. In der Saison 1982/83 gab es eine 0:9-Niederlage beim SC Viktoria Köln. Ein zwischenzeitlicher Erfolg war jedoch der Gewinn des Mittelrheinpokals in der Saison 1983/84.
Für ein wenig Furore sorgte man im DFB-Pokal 1984/85 als man nach Siegen gegen den FC Rastatt 04 (2:1) und bei den Amateuren des 1. FC Nürnberg (3:0) das Achtelfinale erreichte und gegen SV Werder Bremen mit 2:4 unterlag. Nach einem fünften Platz in der Saison 1984/85 folgte ein Jahr später der erneute Abstieg in die Verbandsliga. Als Meister kehrten die Jülicher prompt in die Oberliga zurück. Dort kam die Mannschaft erneut nicht über Mittelmaß hinaus. Höhepunkt waren Platz vier in der Saison 1989/90 sowie ein 2:1-Sieg über Hertha BSC im DFB-Pokal 1991/92. Über SV Arminia Hannover zogen die Jülicher in die dritte Runde ein, wo die Mannschaft gegen Borussia Mönchengladbach nur knapp mit 0:1 verlor. Ein Jahr später ging es erneut zurück in die Verbandsliga.
Erneut gelang der direkte Wiederaufstieg und die Jülicher wurden in der Saison 1994/95 Dritter der nunmehr viertklassigen Oberliga. Nachdem sich herausstellte, dass der langjährige Hauptsponsor des Vereins seine Zuwendungen durch Unterschlagung erwirtschaftete, musste der Club im September 1997 Konkurs anmelden. Der Verein wurde aufgelöst.

## Erfolge
- Deutscher Amateurmeister 1969, 1970, 1971 (Rekord zusammen mit den Amateurmannschaften von Hannover 96 und Werder Bremen)
- Mittelrheinmeister 1969, 1970, 1971, 1987
- Mittelrheinpokalsieger 1984

## Stadion
Der SC Jülich trug seine Heimspiele im Jülicher Karl-Knipprath-Stadion aus. Das Stadion wurde im Jahre 1924 eröffnet und bietet Platz für 6.500 Zuschauer, darunter 500 überdachte Sitzplätze auf der Haupttribüne. Zunächst hieß die Spielstätte Stadion der Stadt Jülich und ab 1945 Jahnstadion. Nach einer Renovierung wurde das Stadion 1971 in Rurstadion umbenannt. Am 13. Dezember 1990 erhielt das Stadion seinen heutigen Namen. Benannt wurde das Stadion nach dem ehemaligen Jülicher Bürgermeister Karl Knipprath.

## Persönlichkeiten
- Manfred Bergfeld
- Adam Cichon
- Oliver Ebersbach
- Friedhelm Frenken
- Heinz Hornig
- Jörg Jung
- Günter Knops
- Franz Krauthausen
- Mario Krohm
- Martin Luppen
- Herbert Mühlenberg
- Norbert Schmitz
- Hans Sondermann
- Hermann-Josef Werres
- Willi Zander

## Nachfolgevereine

Vereinswappen SC Jülich 10/97

### SC Jülich 10/97
Unter dem Namen SC Jülich 10/97 wurde ein Nachfolgeverein gegründet, der bereits im Jahre 2002 in die Bezirksliga und zwei Jahre später in die Landesliga aufstieg. Durch den Sportmoderator Ulli Potofski und die DSF-Sendung Kreisklasse kehrten die Jülicher kurzzeitig in die überregionalen Schlagzeilen zurück. Nur aufgrund der schlechteren Tordifferenz gegenüber dem TuS Schmidt folgte in der Saison 2004/05 der sofortige Wiederabstieg. Es folgten mehrere Jahre im Mittelfeld der Bezirksliga, ehe im Herbst 2008 neues Unheil über den Verein einkehrte. Durch eine Betriebsprüfung des Finanzamts kamen Unregelmäßigkeiten in der Buchführung zu Tage. Als Folge belasteten Schulden in Höhe von etwa 100.000 Euro den Verein, der daraufhin Insolvenz anmelden musste. Die erste Mannschaft wurde aus dem laufenden Spielbetrieb zurückgezogen und musste in die Kreisliga A zwangsabsteigen.
Im Jahre 2010 folgte der freiwillige Rückzug in die Kreisliga C, der untersten Spielklasse. Im Juli 2012 konnte das Insolvenzverfahren erfolgreich beendet werden. Der Verein wurde dadurch von seinen Schulden befreit. Mit Beginn der Saison 2012/13 engagiert sich das Jülicher Hochtechnologieunternehmen Enrichment Technology als Partner und Trikotsponsor des SC Jülich 10/97, dem im Jahre 2013 der Aufstieg in die Kreisliga B gelang. In der folgenden Saison 2013/14 belegte die Mannschaft den 16. Platz und stieg erneut in die Kreisliga C ab. Es folgten zwei Meisterschaften in Folge, die die Jülicher 2016 in die Kreisliga A führten. Zur Saison 2020/21 bildete der SC Jülich 10/97 gemeinsam mit dem SV Jülich 12 die Spielgemeinschaft SG Jülich 10/12. Eine spätere Fusion wurde angestrebt.

### SG Rurland
Stattdessen wurde für die Saison 2021/22 die Spielgemeinschaft SG Rurland gemeldet, die aus den Vereinen SC Jülich 10/97, SV Jülich 12, SV Aldenhoven/Pattern und SV Hoengen gebildet wurde. Ziel war die Gründung eines 1. FC Rurland, die jedoch nicht realisiert wurde.

### SC Jülich 10/97/Hoengen
Im Juni 2023 fusionierte schließlich der SC Jülich 10/97 mit dem SV Hoengen zum SC Jülich 10/97/Hoengen. Unter diesem Namen wurde die Mannschaft 2025 Vizemeister der Kreisliga A hinter dem Kreuzauer SC.